# Teofil Thorzewski

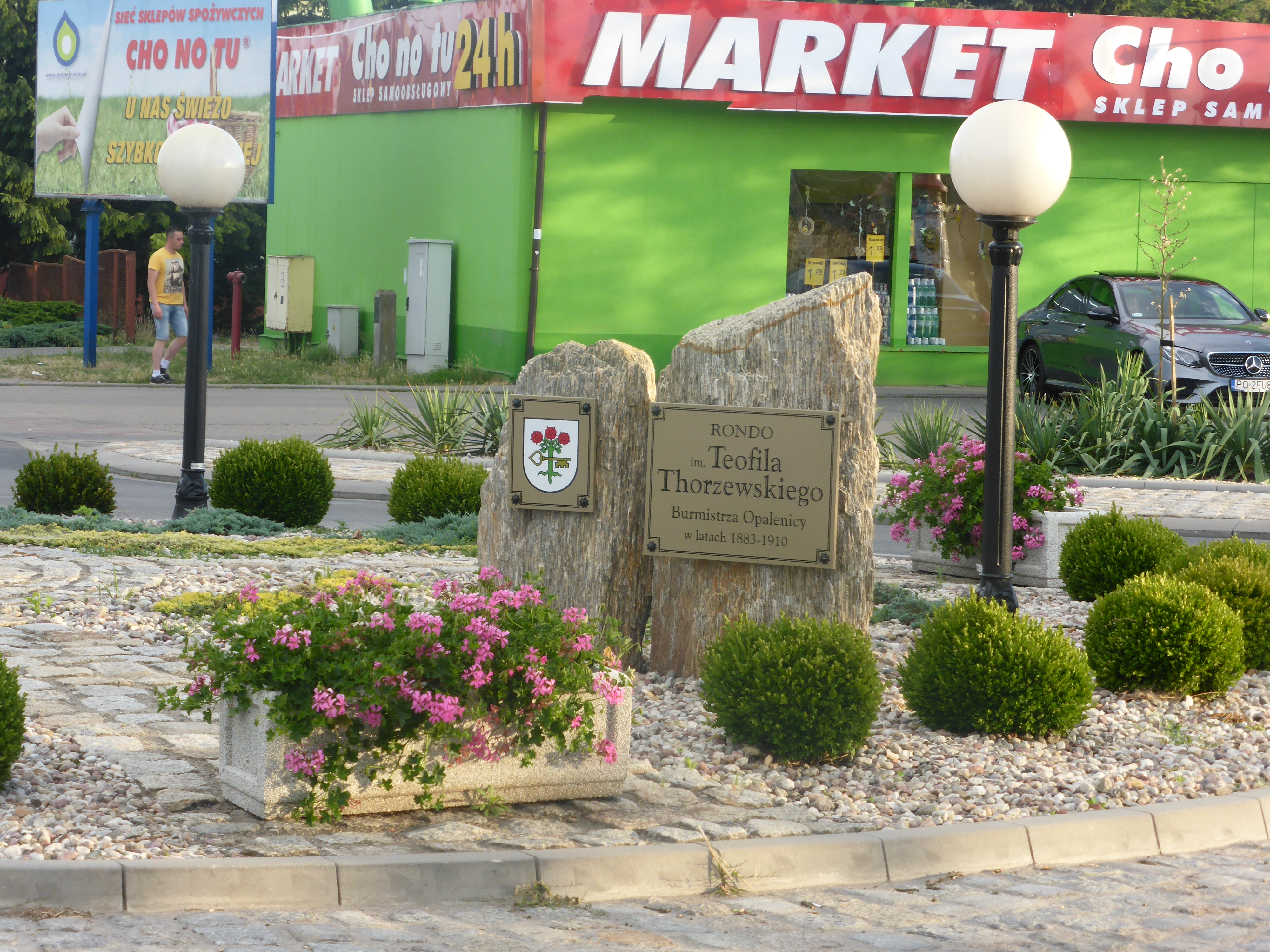
Tablica pamiątkowa na rondzie

Teofil Thorzewski (ur. 1852 w Budzyniu, zm. 1910 w Opalenicy) – długoletni zasłużony burmistrz Opalenicy.
Był Niemcem katolikiem, funkcję burmistrza pełnił przez 27 lat, od 1883 do 1910 r. Zanim przybył do Opalenicy, pracował w starostwie w Nowym Tomyślu. Wspierał rozwój gospodarczy miasta, przyczynił się do powstania miejscowej cukrowni i Opalenickiej Kolei Wąskotorowej. Sprowadzał z Niemiec specjalistów do cukrowni i kolejki wąskotorowej, a także przedsiębiorców. Za jego sprawą wybudowano w 1897 r. nowy ratusz oraz osiedle domków jednorodzinnych dla pracowników cukrowni. W czasie jego urzędowania w Opalenicy wybudowano także nowy kościół ewangelicki. Teofil Thorzewski zmarł w 1910 r. i został pochowany na opalenickim cmentarzu parafialnym.

## Upamiętnienie
W dniu 9 maja 2017 r. uchwałą rady miasta został patronem nowego ronda w Opalenicy.